# بيدرو نونيز
بيدرو نونيز (بالبرتغالية: Pedro Nunes‏) (و. 1502 – 1578 م) هو رياضياتي، وجغرافي، وعالم فلك من البرتغال. ولد في الكاسر دو سال.
توفي في قلمرية، عن عمر يناهز 76 عاماً.

## التعليم
تعلم في جامعة سلامنكا، وجامعة قلمرية.

## مناصب وهيئات
أدار جامعة قلمرية.

## روابط خارجية
- بيدرو نونيز على موقع الموسوعة البريطانية (الإنجليزية)